# Vicariat apostolique du Victoria Nyanza méridional
Le vicariat apostolique du Victoria Nyanza méridional (latin : Vicariatus apostolicus victoriensis–nyanzensis meridionalis) est un territoire de mission de l'Église catholique en Afrique centrale et orientale qui exista de 1894 à 1929. C'est un vicariat apostolique issu de la division du vicariat apostolique du Victoria Nyanza en juin 1894. Il cède une portion de territoire au vicariat apostolique du Kivu en 1912, puis il est divisé en 1929 en deux territoires, le diocèse de Bukoba et le diocèse (en) de Mwanza.

## Contexte historique
Mgr Jean-Joseph Hirth est consacré vicaire apostolique du Victoria Nyanza le 25 mai 1890.
Ce territoire  comprend des territoires faisant partie aujourd'hui de l'Ouganda, du Rwanda, du Burundi et du nord de la Tanzanie.
Un conflit éclate en 1892 dans le Buganda, pendant lequel les tribus converties au catholicisme sont défaites. Mgr Hirth et ses Pères blancs s'installent alors dans les royaumes Bukoba de Kiziba et de Bugabo en 1892 avec une cinquantaine de convertis Bagandas.
Ils fondent en décembre 1892 la mission de Marienberg (aujourd'hui Kashozi) qui se trouve dans l'extrême nord de l'actuelle Tanzanie. En 1894, le vicariat de Nyanza est partagé entre le Victoria Nyanza méridional, et l'ouest du lac Victoria, avec une portion orientale appelée le Haut-Nil attribuée aux missionnaires de Mill Hill, et une portion au nord appelée le Victoria Nyanza septentrional qui couvre l'ouest et le sud de l'Ouganda d'aujourd'hui. Mgr Hirth est nommé vicaire apostolique du Victoria Nyanza méridional le 13 juillet 1894.

## Situation
Le vicariat se trouve au nord du vicariat apostolique d'Unyanyembe et comprend le territoire entourant la moitié méridionale du lac Victoria, à partir du lac Kivu à l'ouest, jusqu'au lac Natron à l'est, à la frontière des colonies anglo-allemandes de l'époque (36º E).
La mission inclut la portion septentrionale de l'Afrique orientale allemande.
Selon la Catholic Encyclopedia de 1913, « Le vicariat comprend environ 2 500 000 païens, 7 000 catholiques, 12 000 catéchumènes, 30 Pères blancs; 23 Frères blancs; 6 Sœurs missionnaires de Notre-Dame d'Afrique; une vingtaine d'églises et de chapelles; 15 stations de mission; 85 écoles avec 3 900 élèves; 190 catéchistes; 4 orphelinats et 5 dispensaires; ainsi qu'une station météorologique appartenant aux missionnaires. »

## Histoire
Mgr Hirth fait de Kashozi son siège épiscopal. Il déménage plus tard à Rubyia, où il fonde un séminaire, pour lesquels il s'investit personnellement et contribue à la formation des futurs prêtres du Bukoba et du Rwanda.
Joseph Sweens est nommé évêque coadjuteur de Mgr Hirth, le 17 décembre 1909. Il arrive au Nyanza méridional en avril 1910.
Mgr Hirth retourne alors dans son ancienne résidence de Kashozi, laissant son coadjuteur vivre au séminaire de Rubyia.
Pendant les trois années qui suivent, Mgr Sweens visite les différentes stations  de la mission, résolvant les problèmes et représentant le vicariat vis-à-vis des autorités coloniales.
En 1912, les missions du Burundi, autrefois appartenant au vicariat d'Unyanyembe, sont réunies aux missions du Rwanda pour former le nouveau vicariat apostolique du Kivu, avec Mgr Hirth à sa tête. Le Nyanza méridional ne consiste plus alors que des régions du Bukoba et de Mwanza, jusqu'au sud du lac Victoria.
Mgr Sweens succède à Mgr Hirth comme vicaire apostolique du Nyanza méridional, le 12 décembre 1912. Le 15 janvier 1915, ce territoire devient le vicariat apostolique du Victoria-Nyanza.
En avril 1929, le vicariat est divisé en deux parties, le vicariat du diocèse de Bukoba et le diocèse de Mwanza.

## Source
- (en) Cet article est partiellement ou en totalité issu de l’article de Wikipédia en anglais intitulé « Apostolic Vicariate of Southern Victoria Nyanza » (voir la liste des auteurs).